# Dutton (Alabama)
Dutton és una població dels Estats Units a l'estat d'Alabama. Segons el cens del 2000 tenia 310 habitants.

## Demografia
Segons el cens del 2000, Dutton tenia 310 habitants, 120 habitatges, i 87 famílies. La densitat de població era de 139,2 habitants/km².
Dels 120 habitatges en un 36,7% hi vivien nens de menys de 18 anys, en un 60,8% hi vivien parelles casades, en un 7,5% dones solteres, i en un 27,5% no eren unitats familiars. En el 25% dels habitatges hi vivien persones soles el 14,2% de les quals corresponia a persones de 65 anys o més que vivien soles. El nombre mitjà de persones vivint en cada habitatge era de 2,58 i el nombre mitjà de persones que vivien en cada família era de 3,08.
Per edats la població es repartia de la següent manera: un 26,8% tenia menys de 18 anys, un 6,8% entre 18 i 24, un 28,7% entre 25 i 44, un 25,8% de 45 a 60 i un 11,9% 65 anys o més.
L'edat mediana era de 34 anys. Per cada 100 dones hi havia 90,2 homes. Per cada 100 dones de 18 o més anys hi havia 89,2 homes.
La renda mediana per habitatge era de 32.125 $ i la renda mediana per família de 35.000 $. Els homes tenien una renda mediana de 23.500 $ mentre que les dones 18.438 $. La renda per capita de la població era de 14.052 $. Aproximadament l'1,1% de les famílies i el 7,2% de la població estaven per davall del llindar de pobresa.

## Poblacions properes
El següent diagrama mostra les poblacions més properes.